# Ladí
El ladí (en ladí ladin), o ladí dolomític (ladin dolomitan), és una llengua romànica de la branca retoromànica, parlada a les valls de les Dolomites, al voltant del massís de Sela, dins l'Estat italià. Alternativament, el ladí també és concebut com un dels tres grups dialectals que componen la llengua retoromànica o rètic (vegeu qüestió ladina), conjuntament amb el romanx i el furlà.
El nom de ladí (ladin) per al conjunt de la llengua fou encunyat per Micurà de Rü (Nikolaus Bacher, 1789-1847) en la primera gramàtica ladina de la història (1833), i tingué un èxit incontestat. Fins aquell moment el ladí només era conegut pels noms de cada dialecte concret.
Fora d'aqueixa definició estricta resta l'engiadinès dels Grisons, que tradicionalment també és anomenat ladí, per contrast amb el romanx en sentit estricte. D'altra banda, hom ha volgut veure una forma de ladí en la parla furlana de Nert e Cjas i Cimolais (Friül).
No s'ha de confondre el ladí amb el judeocastellà, que els seus parlants anomenen ladino; ni tampoc amb el mossàrab, que, segons sembla, els seus parlants anomenaven també ladino.

## Domini lingüístic i grans dialectes
El ladí dolomític estricte, reivindicat conscientment pels parlants des d'antic i reconegut unànimement com a tal per la romanística, es parla en cinc valls contigües entre si (divuit municipis), les quals componen un bloc territorialment compacte on el ladí és la llengua autòctona: la Ladínia.
Emperò, d'ençà 1923-1927 el domini lingüístic està tripartit administrativament entre les regions del Trentino-Tirol del Sud i del Vèneto, i, dins aquestes, entre tres províncies (Bozen, Trento i Belun). Això els converteix en minoria relativa arreu, tot i ser majoritaris al seu territori. Endemés, la tripartició entrebanca artificiosament la cohesió de la comunitat lingüística i dificulta la coordinació de la planificació lingüística. Fins i tot el relatiu reconeixement oficial de la llengua depèn de les autoritats de cada província, amb què varia en cadascuna. Les entitats lingüístico-culturals ladines no tenen altre remei que implantar-se segons àmbits provincials.
La Ladínia, doncs, consta dels territoris següents; també indiquem el dialecte de cada vall.
- província de Bozen[5] (en ladí Balsan --en badiòt-- i Bulsan -en gherdëina--), al si de la Regió Autònoma del Trentino-Alto Adige/Südtirol: vuit municipis en dues valls.
  - Val Badia y Mareo: badiòt i mareo. En italià, Val Badia e Marebbe; badiotto, marebbano. En alemany, Gadertal und Enneberg. Consta de cinc municipis: Badia (en italià, també Badia), Corvara (en italià, Corvara in Badia), Mareo (Marebbe), San Martin de Tor (San Martino in Badia) i La Val (La Valle). En un sisè municipi, Kastelruth (Ciastel en ladí, Castelrotto en italià), hi ha una minoria ladina reconeguda.[6]
  - Gherdëina: gherdëina. En italià, Val Gardena; gardenese. En alemany, Gröden. Consta de tres municipis: Santa Cristina Gherdëina (Santa Cristina Valgardena), Sëlva (Selva di Val Gardena) i Urtijëi (Ortisei).

- província de Trento[7] (en ladí Trënt), al si de la Regió Autònoma del Trentino-Alto Adige/Südtirol: set municipis en una vall.
  - Val de Fascia: fascian. En italià, Val di Fassa; fassano. En alemany, Faisatel. Els set municipis de què consta són Ciampedèl (Campitello), Cianacìei (Canazei), Mazin (Mazzin), Moena (Moena), Poza (Pozza di Fassa), Sorèga (Soraga) i Vich (Vigo di Fassa).

- província de Belluno[8] (en ladí Belun o, en algunes variants, Belum), al si de la regió administrativa del Vèneto: tres municipis en dues valls.
  - Anpezo: anpezan. En italià, Cortina d'Ampezzo; ampezzano. En alemany, Hayden. Consta d'un únic municipi: Anpezo (Cortina d'Ampezzo).
  - Fodom: fodóm. En italià, Livinallongo; livinallese, fodomo. En alemany, Buchenstein. Consta de dos municipis: Fodom (Livinallongo del Col di Lana) i Col (Colle Santa Lucia).

En conjunt, els parlants de ladí de les cinc valls superen els trenta mil, i hi constitueixen entorn del 80 % de la població total.

## Institucions lingüístico-culturals
A partir de la dècada de 1970 Ladínia s'ha dotat d'una xarxa potent d'institucions lingüístico-culturals consagrades a l'estudi, tutela, valorització i promoció de la llengua i la cultura ladines. La majoria són d'àmbit provincial, però s'esforcen a mantenir una certa coordinació, de la qual, per exemple, sorgí la normativa unitària. Es tracta de les entitats següents, llistades per ordre cronològic: 
- Istitut Cultural Ladin "Majon di Fascegn", fundat el 1975 a Vich. Treballa essencialment per als ladins de la província de Trento (Fascia).

- Istitut Ladin "Micurà de Rü", fundat el 1977 a San Martin de Tor. Treballa essencialment per als ladins de la província de Bozen (Gherdëina i Val Badia).

- Istituto Ladin de la Dolomites, fundat el 2003 a Borcia. Treballa essencialment per als ladins recentment "emergits" de la província de Belun (vegeu més avall); és a dir, per als trenta-cinc municipis del Cadòr/Cumelgu, Agordin i Zolt.

- Istitut Cultural Ladin "Cesa de Jan", fundat el 2004 a Col. Treballa essencialment per als ladins "històrics" de la província de Belun (Anpezo i Fodom).

Altres entitats d'importància estratègica en el món ladí són:
- Union Generela di Ladins dla Dolomites, fundada a Bulsan (Bozen) el 1951 i instal·lada a Urtijëi el 1957. No és cap institució pública, sinó una federació panladina que agrupa totes les organitzacions cívico-culturals del país, tant d'àmbit comarcal com municipal.

- Istitut Pedagogich Ladin, fundat el 1987 a Bulsan (Bozen). Té com a àmbit d'actuació la Regió Autònoma del Trentino-Alto Adige/Südtirol, és a dir, el conjunt de les cinc valls de la Ladínia estricta.

- Servisc de Planificazion y Elaborazion di Lengaz Ladin (SPELL), entitat dedicada a la normativa i la terminologia panladines, així com a la planificació lingüística; fundada el 2004, s'hi coordinen pràcticament totes les entitats citades.

## Normativa
La normativització unitària del ladí dolomític és molt recent, però ha marcat un canvi de rasant decisiu en la història de la llengua, si més no, potencialment.
El primer document redactat en ladí de què es té coneixença data de 1631 i prové de Badia. Durant segles el ladí visqué en una anarquia normativa total: cada vall, comarca o municipi, si no era àgraf, tenia escriptura tradicional pròpia, que s'usava per a transcriure la parla local en certs àmbits acotats (doctrina cristiana, poesia "dialectal", algun estudi d'interès estrictament localista). Això es corresponia amb les pautes sociolingüístiques típicament diglòssiques en què estava atrapada la llengua: com a llengua de cultura per a usos públics, oficials i elevats ja hi havia l'alemany, primer, i, l'italià, més endavant.
La petita intel·lectualitat ladina era ben conscient de la necessitat de comptar amb un estàndard panladí, sense arribar a concretar-se, generació a generació. El primer a fer-hi una proposta concreta fou Micurà de Rü amb la seva gramàtica (1833).
En la dècada de 1980 s'havia conjuminat la puixança de l'activisme ladí, l'existència d'entitats lingüístico-culturals solvents, l'exemple del romanx grisó i del furlà estàndard i, com a element pràctic immediat, l'ingrés del ladí en l'administració pública. El 1988 una coalició dels instituts encarregà l'elaboració d'una proposta de ladí estàndard a una figura externa, segurament qui hi estava més qualificat: el professor Heinrich Schmid, pare del romanx grisó. El resultat fou Wegleitung für den Aufbau einer gemeinsamen Schriftsprache der Dolomitenladiner ('Directrius per al desenvolupament d'un registre estàndard comú dels ladins dolomítics'), treball presentat per Schmid el 1994, acceptat tot seguit i publicat el 1998. Havia nascut el ladí estàndard, conegut inicialment com a ladin dolomitan i finalment com a ladin standard.
El 1994 els instituts crearen el Servise de Planificazion y Elaborazion di Lingaz Ladin (SPELL), d'on sorgiren les dues obres que constitueixen la trama essencial de la normativa unitària ladina: la Gramatica dl ladin standard (2001) i el Dizionario dl ladin standard (2002).
Desgraciadament, l'aplicació de l'estàndard ha estat mínima. Les províncies no l'han adoptat encara; per exemple, el 2003 la de Bozen proclamà com a ladí normatiu les ortografies tradicionals (i localistes) del badiòt-mareo i del gherdëina, separadament.

## Reconeixement oficial
El reconeixement de la comunitat ladina i dels seus drets ha costat molt: ha calgut arrencar concessió a concessió mitjançant una dura lluita sociopolítica contra l'hostilitat de les autoritats de les diverses províncies, i també de les societats provincialment majoritàries. Per exemple, la introducció del ladí a l'escola provocà fortes campanyes de rebuig entre nacionalistes alemanys (en la postguerra) i italians (als anys seixanta i setanta), tot i que només afectava els municipis ladinòfons. La lluita ladina ha estat encapçalada i coordinada per la Union Generela di Ladins dla Dolomites d'ençà 1951.
No fou fins a la llei 482/1999, "Norme in materia di tutela delle minoranze linguistiche storiche", que l'Estat italià, com a tal, renuncià a les pretensions de tractar els parlars retoromànics com a dialectes italians, reconegué l'existència del ladí com a llengua i es comprometé a impulsar un cert grau d'ús oficial del ladí en l'administració, l'ensenyament, la toponímia i els mitjans de comunicació. Malgrat la insuficiència de les mesures aplicables i la gasiveria del finançament, en tractar-se d'una llei estatal poden acollir-s'hi totes les comunitats que es considerin ladines, independentment de la província on siguin, per primera vegada en la història.
En tot cas, hi ha diferències importants entre els diversos territoris. Al si de la Regió Autònoma del Trentino-Alto Adige/Südtirol, la província alemanya, Bozen, ha estat relativament permissiva; la padano-vèneta (teòricament italiana), Trento, bastant menys. Quant a la regió administrativa del Vèneto, ha ignorat conscientment l'existència dels ladins fins fa ben poc.
Vejam, ara, la situació per províncies.

### Tirol del Sud (Val Badia i Gherdëina)
Els ladinòfons de la província de Bozen són els menys maltractats de tots i l'enveja de tots els altres compatriotes. La província de Bozen fou la primera institució pública a reconèixer formalment els ladins com a grup ètnic ("tercer grup ètnic", 1951), i el ladí com a llengua (segon estatut d'autonomia de la Regió, 1972). El 1989 esdevingué llengua de l'administració, tant a nivell provincial com municipal, en una mena de cooficialitat compartida amb alemany i italià.
L'ensenyament del ladí com a assignatura s'hi engegà, tímidament, el 1948; el 1972 obtingué garanties plenes i es generalitzà a l'escola primària i secundària, amb autonomia escolar a partir de 1975. S'hi admetia, fins i tot, de fer l'ensenyament en ladí. En la pràctica, encara avui dia només se li dediquen dues hores setmanals.
El ladí s'introduí en la toponímia a partir dels anys cinquanta, moment en què també s'hi engegaren unes poques hores de ràdio, que anaren augmentant. S'hi afegirien emissions televisives en ladí a partir de 1979, regulars d'ençà 1988. Avui dia s'emeten en ladí, anualment, 352 hores de ràdio i 39 hores de televisió.

### Trentino (Val de Fascia)
Durant dècades la província de Trento evità minuciosament d'aplicar els articles i mandats dels successius estatuts d'autonomia regionals en tot allò que feia als ladins. De fet, no hi entraren en vigor fins al 1990.
Pressionat per les mobilitzacions ladines, el Trentino obrí la mà lentament. El curs 1969-1970 s'hi engegà l'ensenyament bilingüe. Hom reconegué indirectament l'ètnia i la llengua mitjançant l'institut Fascegn (1975) i l'autonomia administrativa de tot Fascia (Comprensorio ladino di Fassa, 1977).
Finalment, el ladí hi esdevingué llengua de l'administració municipal a partir de 1994, en una mena de cooficialitat amb l'italià. La toponímia i la retolació són bilingües a tot Fascia. S'hi reben les emissions radiofòniques i televisives ja esmentades.

### Belun (Anpezo i Fodom)
Els ladins inclosos a la regió administrativa del Vèneto, tots concentrats a la província de Belun, són els més infraprotegits. No tingueren un cert reconeixement oficial fins a la llei regional 73/1994, Promozione delle minoranze etniche e linguistiche del Veneto, molt limitada quant a drets i mitjans.
S'hi ha normativitzat la toponímia de les regions ladines, incloent-hi les emergides recentment (vegeu més avall). S'hi admet el ladí a l'ensenyament, però només a títol voluntari, i pràcticament només a Anpezo i Fodom. En principi, no s'hi reben les emissions radiofòniques ni televisives en ladí.

## Els "altres" ladins: un esclat d'autoafirmació col·lectiva
Fins ací ens hem referit als ladins dolomítics estrictes: aquells que de sempre s'han sabut i autodesignat ladins, i la parla dels quals és una unitat lingüística inqüestionable, tant sociolingüísticament com des de l'anàlisi científica.
Emperò, entorn d'aqueix nucli ladí, i no sempre contiguament, hi ha altres parlars similars, però més ambigus, la possible ladinitat dels quals fa un segle que es debat al si de la romanística. Darrerament s'hi afegeix una dada nova: molts dels parlants d'aquests dialectes comencen a reivindicar-se com a ladins, organitzen entitats culturals ladines, etc. En molts casos han arrencat un cert reconeixement oficial com a ladins. Són els casos següents:
- al Trentino, la Val de Non (Val di Non), la Val de Rabi (Val di Rabbi), la Val de Sol (Val di Sole) i la Val de Péi (Val di Peio), contigües entre si, però formant una mena d'illot entre l'alemany i el llombard, a considerable distància del ladí dolomític estricte, de què els separa l'alemany. Llurs dialectes, nonès i solandre, per a alguns estudiosos són una forma de llombard amb substrat romanx. En els censos italians de 2001 i 2011, vora vuit mil noneso-solandres es declararen ladins. No n'hi ha reconeixement oficial.

- a la província de Belun, el municipi de La Ròcia (Rocca Pietore, en italià), contigu a Fodom i de parla força anàloga.

- també a la província de Belun, amb veïnatge immediat amb Anpezo i Fodom per l'oest i amb el Friül per l'est, hi ha el domini del dialecte cadorí (cadorin, en italià cadorino): la comarca del Cadòr o, en estàndard, Ciadura (en italià, Cadore). Aqueixa comarca té una situació estratègica; especialment, la franja septentrional, el Cumelgu o, en estàndard, Comelego (Comelico, en italià). Perquè és, justament, el territori situat entremig del ladí i el furlà; i, segons com sigui caracteritzat, o bé, si no fos ladí, s'interposaria com una cunya entre dos blocs rètics, o bé, si en fos, en funció seva hi hauria contigüitat ininterrompuda entre ladí i furlà, de manera que el retoromànic no consistiria, en realitat, en tres blocs aïllats entre si. Alguns estudiosos consideren el cadorí una forma de vènet amb influència ladina, i d'altres una forma de ladí amb influència vèneta. Alhora, se'n remarca la filiació especialment estreta amb l'anpezan. Quant als parlants mateixos, en les darreres dècades cada cop n'hi ha més que es reivindiquen ladins.

- finalment, els parlars de les comarques de l''Agordin (Agordino) i de Zolt (Val di Zoldo), al sud del cadorí, són transicionals entre ladí i vènet.

Als darrers anys, i a partir de la llei estatal 482/1999, la província de Belun ha acabat per reconèixer com a ladins fins a trenta-nou municipis; no tan sols Anpezo i els dos de Fodom (Fodom i Col), sinó també La Ròcia i la totalitat de les comarques del Cadòr, Agort i Zolt. Amb aquestes dues darreres, el ladí ocuparia dos terços de la província.

## Classificació dels dialectes
La classificació interna dels dialectes, subdialectes i parlars ladins és molt complexa.
Hi ha dos tipus de classificació dels dialectes del ladí. L'una fa la divisió en ladí anàunic, que engloba els parlars de Non, Sol i Rabi; ladí dolomític, que engloba els parlars de les valls dolomites; i ladí cadorí, que engloba els parlars del Vèneto que toquen al Friül. L'altra és de caràcter territorial i divideix en: occidental, que inclou el ladí anàunic més el gherdëina i el fascian; central, que inclou el fodom i el badiòt-mareo; i oriental, que inclou el ladí cadorí, l'anpezan i el vajontí.
Una classificació sintètica:
- grup anàunic
  - nonès (nònes, it. nones) -- a Val de Non, Val de Rabi i part de Val de Sol
  - solandre (solander, it. solandro) -- a Val de Sol i Val de Péi

- grup dolomític
  - subgrup atesí 
    - badiòt-maréo -- a Val Badia y Mareo
    - gherdëina -- a Gherdëina
    - griès -- a Gries, poble del municipi de Cianaciei (Val de Fascia)

  - subgrup fascià
    - fascian -- a Val de Fascia 
      - moenat -- a Moena
      - brach -- a Poza, Sorèga i Vich
      - cazet -- a Ciampedèl, Cianaciei i Mazin

  - subgrup fodóm
    - fodóm -- a Fodom i Col
    - roquià -- a La Ròcia

  - subgrup anpezano-cadorí
    - anpezan -- a Anpezo
    - comelean (it. comeliano) -- al Cumelgu/Comelego (Cadòr septentrional)
    - cadorí (cadorin) estricte -- a la resta del Cadòr

- grup ladinovènet
  -     - agordin (it. agordino) -- a les valls de l'Àgort/Agordin (incloent-ne la de Biòis)
    - zoldan (it. zoldano) -- a la vall de Zolt
    - vajontí [inclusió en debat][12]

## Sociolingüística
A la Ladínia Central de les cinc valls, el ladí resisteix prou bé: el nombre de parlants (uns trenta mil) es manté i augmenta lleugerament; de mitjana, s'acosta al 80 % de la població del territori ètnic, segons el cens de 2011.
Entre els noneso-solandres, ja hem vist que no baixen de vuit mil els que es reclamen ladinòfons insistentment.
Quant a la Ladínia "emergida", no hi ha xifres fiables de parlants, però es calcula que en podrien ser uns deu mil; un terç de la població total, que és essencialment autòctona.
En tot cas, el ladí és considerat llengua amenaçada, per un conjunt de motius:
- el fet que es tracta d'una comunitat intrínsecament poc nombrosa;
- la continuïtat ininterrompuda de la pressió assimilacionista per part de llengües estatals plenament consolidades i força prestigioses, l'italià i l'alemany;
- la bilingüització dels ladinòfons, generalitzada almenys d'ençà mitjan segle XX (en efecte, pràcticament tots els ladins saben italià, i també alemany els de la província de Bozen);
- la turistificació, que ja ha minoritzat el ladí als municipis més turístics, com ara Anpezo;
- els entrebancs administratius i ideològics a la lliure intercomunicació del domini ladí (i, no cal dir-ho, més encara panrètic).

A banda de les publicacions normatives i de les obres literàries, es disposa d'un bon nombre de llibres escolars d'introducció al ladí. També existeixen moltes i bones gramàtiques descriptives, diccionaris i anàlisis lingüístiques. Els diversos instituts ladins han multiplicat i diversificat considerablement la producció bibliogràfica ladina, en les darreres dècades, i també produeixen material audiovisual. Hi ha dos diaris, Die Dolomiten, en alemany, i Alto Adige, en italià, que inclouen treballs en ladí. Entre les publicacions que serveixen com a fonts d'informació sobre aspectes acadèmics, activitats polítiques i assumptes socials, hi ha Mondo ladino, editada per l'Istitut Cultural Ladin de Fascia, principalment en llengua italiana, i Ladinia, editada per l'Istitut Ladin de Val Badia, escrit en alemany en la major part. Íntegrament en ladí són les revistes La usc di ladins ('La veu dels ladins'), fundada el 1949 i sota la responsabilitat de la Union d'ençà 1972, i Ladin!, de l'Istituto de Borcia. A banda dels instituts ladins, diverses universitats tenen secció dedicada específicament a estudis ladins; sobretot, a Bozen i a Àustria.
A Internet es desplega una ciberladínia notable.

## Panoràmica històrica

### Ladínia Central
Durant segles, els ladins dolomítics formaren part dels estats habsbúrgics; concretament, de la província del Tirol. N'hi hagué un intermedi durant el període napoleònic, en què tot el Tirol fou transferit a Baviera, aliada de Napoleó. Els ladins se sumaren a la insurrecció patriòtica tirolesa d'Andreas Hofer (1809). El 1810, per primera vegada a la història, Ladínia fou trossejada administrativament, en ésser repartida entre Baviera i el Regne d'Itàlia napoleònic. El 1813 la derrota napoleònica a la zona permeté la restauració de l'statu quo tradicional.
Els ladins dolomítics reberen intensament la pressió multisecular de la llengua i la cultura alemanyes, doblement presents: en la quotidianitat, en tractar-se de la llengua de les comarques veïnes; i també des del poder, com a llengua oficial d'una gran potència, Àustria, alhora que vehicle d'una de les cultures més consolidades i prestigioses d'Europa. Les crides a l'estandardització del ladí (com la primera, de Micurà de Rü, el 1833) no tingueren efectes pràctics immediats.
Per descomptat, les autoritats austríaques eren perfectament conscients de l'existència dels ladins, però als censos els recomptaven entre els “italians”, llevant el de 1847.
Els ladins atenyeren notorietat internacional a partir de 1873, arran que Graziadio Isaia Ascoli donà a conèixer l'existència del retoromànic a la romanística internacional. Mentrestant, l'irredemptisme italià en reivindicava la italianitat indiscutible, juntament amb la del Trentino.
El 1890 els ladins reaparegueren al cens lingüístic austrohongarès.
Simptomàticament, la reivindicació nacional ladina s'engegà entre la diàspora: a partir de 1905, la Union Ladina d'Innsbruck cridà al reconeixement i l'oficialitat de la llengua i la cultura, la normativització unitària, el reforçament de l'autoestima lingüistico-cultural, la formació d'unions di ladins en totes les valls i municipis, etc. Aquesta font ja no s'estroncarà.
Després d'un intent frustrat el 1906 per l'oposició ferotge dels inevitables diputats italianistes de Viena ("I ladini sono italiani!"), finalment el 1910 els ladins foren reconeguts oficialment com a ètnia (Volkstamm) amb llengua pròpia.
Durant la Primera Guerra Mundial les Dolomites constituïren un dels front principals de combat entre Itàlia i Àustria-Hongria, de què la població patí agudament.
Conclosa la guerra, el territori fou ocupat per tropes italianes conjuntament amb el Trentino i el Tirol fins al Brenner (Tirol del Sud); tots plegats foren annexats al Regne d'Itàlia el 1919, en aplicació del tractat de pau de Saint-Germain-en-Laye amb Àustria.
El 5 de maig de 1920, en un aplec patriòtic celebrat al Pas de Gherdëina (Jouf de Frea) s'adoptà l'actual bandera tricolor de Ladínia.
En el cens italià de 1921, com que acabaven de ser annexats i l'Estat anterior els havia reconeguts com a nacionalitat, els ladins pogueren declarar la seva llengua: n'eren 14.584. Seria l'única vegada en moltes dècades.
El règim feixista (1922-1943) proclamà la italianitat indiscutible del ladí, alhora que en perseguia tot rastre de presència pública.
El 1923, en concloure el període d'administració extraordinària cívico-militar, els territoris annexats el 1919 es reestructuren com a província italiana de Trento, llevat de Fodom i Anpezo, transferits a la província vèneta de Belun. Quan, el 1927, la majoria dels territoris germanòfons foren segregats de la província de Trento per a constituir la de Bozen, s'hi emportaren Val Badia i Gherdëina, mentre que Fascia restava sota Trento. S'havia consumat la tripartició dels ladins: una operació transparent de divisionisme administratiu amb què promoure l'assimilació italianista; operació exercida, a més a més, pel règim feixista. Els ladins l'han denunciada i combatuda incansablement des de llavors; però, simptomàticament, continua en vigor.
Arran de l'Anschluss d'Àustria, Hitler i Mussolini acordaren (21 octubre 1939) de forçar els ladins a l'opció de ciutadania, per derivació dels sudtirolesos: podien triar entre restar a Ladínia com a ciutadans italians, però comprometent-se a l'assimilació total, o adoptar la ciutadania alemanya, traslladar-se al Reich i germanitzar-se del tot. 7.029 ladins optaren pel Reich, però l'intercanvi poblacional fou estroncat pel desenvolupament de la Segona Guerra Mundial.
El país viuria sota ocupació nazi de 1943 a 1945.
Pel maig de 1945, encara sota ocupació estatunidenca, es reprèn la reivindicació ladina, amb un nou esclat de unions di ladins d'àmbit comarcal o local, finalment federades el 1951 en la Union di Ladins dla Dolomites, de Bozen, que prendrà el nom definitiu de Union Generela di Ladins dla Dolomites en repatriar-se a Urtijëi, el 1957. Serà l'organització estratègica del moviment en les dècades a venir.
Hi segueixen dècades de lluita pel reconeixement dels drets dels ladins envers l'Estat, les regions i les províncies, amb victòries lentes, però notables, que menen a la situació actual. Remarquem el reconeixement de l'ètnia (1951) i de la llengua (1972) per part de Bozen; la lenta entrada en l'escolarització a partir de la postguerra, i a l'administració a partir de 1989; la creació dels instituts ladins, a partir de 1975; i, sobretot, la recent normativització unitària.
D'altra banda, la lluita contra la tripartició, i el diferend d'actitud del Tirol del Sud, han provocat múltiples campanyes per la integració de totes les valls ladines en aquella província: a Anpezo i Mareo el 1947, 1964, 1973, 1974, 1991 i 2007; a Fascia en 1972 i 1977; a Fodom el 1973 i 1991...

### Valls noneso-solandres
Fins a l'annexió italiana de 1919, les valls noneso-solandres (Non, Sol, Rabi, Péi) tingueren la mateixa experiència històrica que la Ladínia Central, però completament desvinculades d'aquesta per una àmplia cunya germanòfona. D'ençà d'Ascoli la romanística especula sobre llur possible ladinitat, que en les darreres dècades han començat a reivindicar activament, sense obtenir cap reconeixement oficial.

### Ladínia belunesa
L'experiència històrica del municipi de La Ròcia i de les comarques del Cadòr/Cumelgu, Àgort i Zolt difereix substancialment de la resta dels ladins: tots aquests territoris formaren part històricament de la República de Venècia; tingueren una influència del vènet tan intensa com fou la de l'alemany sobre la resta dels ladins; i han seguit sempre la mateixa sort del Vèneto, en què mai no han deixat d'estar enquadrats administrativament. Així, fou conjuntament amb el Vèneto que foren incorporats a l'Estat italià, el 1866. Llur desvetllament recentíssim, ja en el segle xxi, no sembla que tingui gaire complicitats a la Ladínia Central, on molts hi volen veure una maniobra de distracció promoguda per les autoritats vènetes amb voluntat italianista.

## Mostres de la llengua

### Frases comunes
| Català            | Dialecte gherdëina | Marô (Mareo)       | Dialecte badiòt    | Dialecte fascian    | Anpezan          | Zoldan            | Àlie             | Nonès                                 | Solandre                                        | Agordin                                |
| ----------------- | ------------------ | ------------------ | ------------------ | ------------------- | ---------------- | ----------------- | ---------------- | ------------------------------------- | ----------------------------------------------- | -------------------------------------- |
| Com et dius?      | Co es'a inuem?     | Co astepa ennom?   | Co àst'pa inom?    | Co èste pa inom?    | Ce asto gnon?    | Ke asto gnóm?     | Ke inom asto?    | Come te clames po? (Che gias nom po?) | Come te ciames po? (Che/Chje gh'às/jas nòm po?) | Come fàśtu de gnòm? (Come te ciàmetu?) |
| Quants anys tens? | Tan d'ani es'a?    | Tan de agn astepa? | Tan de âgn àst'pa? | Cotenc egn èste pa? | Cuante ane asto? | Quainch agn asto? | Cotanc agn asto? | Canti ani gias po?                    | Quanti àni gh'às/jas po?                        | Quanti àni àśtu?                       |
| Vaig cap a casa.  | Vedi a cësa.       | I va a ciasa       | I va a ciésa.      | Vae a ciasa.        | Vado a ciasa.    | Vade a casa.      | Vade a ciesa.    | Von a ciasa.                          | Von a chjasa / casa.                            | Vade / Vàe a casa.                     |
| On vius?          | Ulà stessa?        | Ola virestepa?     | Aulà virest'pa?    | Olà staste pa?      | Agnó stasto?     | An do stasto?     | Ulà stasto?      | En do abites?                         | 'Ndo abites po?                                 | Ónde śtàśtu?                           |
| Visc a Trent.     | Stei a Trent.      | I viri a Tront     | I viri a Trënt.    | Stae ja Trent.      | Stago a Trento.  | Staghe a Trento.  | Stae a Trient.   | Vivi a Trent. (Ston a Trent)          | Vivi a Trent. (Ston a Trent)                    | Śtàe a Trent.                          |

### El Corb i la Guillaa les faules deFedre

#### Variants ladines
Ladin dla Val Badia (marô)
La olp ea endo en iade afamada. Te chel veghera en corf co tignia en tòch de ciajó te so bech. "Chel mo sess pa bun", s'ara ponsé, y à cherdé le corf: "Tan en bel che t'es! Sce to cianté è tan bel co to ciaré fora, spo este dessogü tö le plü bel vicel de düc."
Ladin dla Val Badia (badiòt)
La olp ê indô n iade afamada. Te chël vëighera n corf che tignî n tòch de ciajó te so bech. "Chël me savess bun", s'àra ponsè, y à cherdè le corf: "Tan bel che t’es! Sce to ciantè è tan bel co to ciarè fora, spo este dessigü tö le plü bel vicel de düc."
Ladin de Gherdëina (gherdëina)
La bolp fova inò n iede arfameda. Te chëla vëijela n corf che tën n tòch de ciajuel te si bech. "Chël me savëssa bon", se ala mpensà y à cherdà l corf: "Ce bel che te ies! Sce te ciantes tan bel coche te cëles ora, pona ies dessegur tu l plu bel ucel de duc."
Ladin de Fascia (fascian)
La bolp era endò famèda. Te chela la veit n corf con n toch de formai tel bech. "Chel, vé, me saessa bon", la se peissa e la ge disc al corf: "Che bel che t’es! Se tie ciantèr l'é scì bel che tia parbuda dapò t’es de segur tu l più bel anter duc i ucìe."
Ladin de Fodom (fodom)
La volp l'eva ndavò afamada. Nte chëla la veiga n còrf che l se tegniva n tòch de formai ntel bech. "Chël l me savëssa ben bon", la s'à pensé ntra de dëla, e l'à clamé l còrf: "Cotánt bel che t'es! Se tuo cianté l è bel coche ti te ciale fòra, nlouta t'es segur ti l plu bel de duc cánc i uciei!"
Ladin de La Ròcia
 La olp l'eiva danuof famèda. Ite chela la vé n còrf che l se tegniva n tòch de formai tel béch. "Chel vè me piajese begn tant", la s'a pensè intra de ela e l'à ciamè l còrf: "Ci n bel che t'és! Se te ciante autertant begn che te vèrde fora, inlaota de segur t'es el pì bel dì guzì!"
Ladin de Anpezo (anpezan)
Ra volpe r’èa danoo infamentada. Cenoné ra vede un cròo, che ‘l aéa inze ‘l bèco un tòco de forméi. "Chel sì che el me piajaràe", ra s'à pensà ra volpe, e r’à ciamà el croo: "Cé un bel che te sos! Se te ciantes polito cemodo che te se vede, de seguro te sos el pì bel de dute i uziéi!"
Ladin nones
La bolp l'era de nuèu famada. 'N te chela la vet en grol con en toć de formai 'n tel bèć. "Chel vè 'l me saverues bon", la 'npensa 'ntra de ela, e la ge dis al grol: "Che bel che es! Se 'l to ciantar l'è 'nzì bel come che vardes fuèra, de segur es el pu bel de tut i auzièi!"
Ladin solànder
La bolp l'èra amò famada. Nte quèla la vet en còrf con 'n toch de fromai (stavél) 'ntél bèch. "Quèl if, vè, el me savrós bòn", la pensà trà de ela, e la gh'à dit al còrf: "Che bèl che ses! Se 'l tó cantar l'é aosì bèl come che vardes för, de segur t'es 'l pù bèl de tuti i auciéi!"
Ladin dla Val et Rabi (Rabies)
La bolp la ero amòtotorno famado. Nte quelo la ve n corf con n toch et formai ntal bèch. "Quel if vè elm savorò bon!", la sempenso entrà de elo, e la ji dis al corf: "Che bel chje es! Se l to chjantar l füs si bel come el to vardar för del sejür sorosti ti el pü bel et tüt i aucei!"
Ladin de Fàlciade, de transició al vènet
La bolp l'èra danof famada. N'dant la vež en còrf, che ‘l avéa inte ‘l bèc en tòc de formài. "Chel sì che el me piasarìe", la s'à pensà la bolp, e l'à ciamà el corf: "Ché bel che tes! Se te cante polito come che te se vež, de segur te sarìe el pì bel de duti i auzëi!"
Ladin d'Àlie
La bòlp 'l era 'ndanuof famada. Chel che no lè la vez 'n corf co 'n toch de formai inanter 'l bèch. "Chel vè, me savese bon", pensa la bòlp y 'ndant la dis al corf: "Che bèl che tès! Se te ciante valif che te varde fora bèl, de segur tès 'l pì bèl de uzëi!"
Ladin de Zolt (zoldan)
La bòlp la era danuof afamada. Nte chela la ve 'n corf co 'n toch de formai inte 'l bèch. "Chel sì, vè, che 'l me savaràe bon", la s'à pensà la bolp, e l'à ciamà al corf: "Che bèl che t'es! Se te cante polito come che te se ve, de segur te śaràe al pì bel de duti i uziéi!"
Ladin agordin de Taibon (taibonèr), de transició al vènet
La bólp la era danóf famàda. Chel che no lé, la vét en còrf poià sun péž co 'n toch de formai 'te 'l bèch. E la se diś ànter de éla: "Quant ché 'l me śavaràe bón!" ; e la ghe diś al còrf: "Ke bèl che te é! Śe te canteśe valìf drìo quant che t'é bèl, deśegùr te śaràe el pi fèter ànter i ośèi!"

#### Comparació amb altres llengües retoromàniques
Furlà carni de Paulâr
La bolp l'èrä di nûf famadä. In chê la jou un corvat, cal vevä tal bec un toc di ciuç. "Chel si ca mi plasares", alà pensâ la bolp, e ai dîš al corvat: "Ce biel ca tu sês! Sa tu cjantes ben comä cjalâti di fûr, di sigûr tu sês il plui biel di ducj i ucèi!"
Furlà de Glemone
La volp E jere di ñûf famade. In chê la ju A l'ere un corvat, cal veve in tal bec un toc di formadi. "Chel si c'A mi plasarès",e a pensât le volp, e i dîs al corvát: "Ce biel ca tu sês! Se tu cjantis ben come a cjalati di fûr, di sigûr tu sês el plui biel di ducj i ucei!"
Romanx de la Val Müstair (antigament parlat també a la Val Venosta)
La vuolp d'eira darcheu üna jada fomantada. Qua ha'la vis ün corv chi tgnaiva ün toc chaschöl in seis pical. Quai am gustess, ha'la pensà, ed ha clomà al corv: "Che bel cha tü est! Scha teis chant es uschè bel sco tia apparentscha, lura est tü il plü bel utschè da tuots!"

#### Català
La guilla era novament afamada. Veié un corb posat en un pi amb un bocí de formatge al bec. Com el tastaria, pensà la guilla, i digué al corb: « Com ets bonic! Si el teu cant és tan bonic com el teu aspecte, llavors ets el més bell entre els ocells ».